# Maria Werten
Maria Werten, właśc. Maria Wertenstein (ur. 22 września 1888 w Warszawie, zm. 4 grudnia 1949 w Los Angeles) – polska malarka, rysowniczka, graficzka i popularyzatorka sztuki polskiej w Stanach Zjednoczonych.

## Życiorys
Urodziła się  22 września 1888 roku w Warszawie, w zasymilowanej żydowskiej rodzinie Jakuba i Stefanii z domu Lande. Jej bratem był fizyk Ludwik Wertenstein, siostrzeńcem Jan Kott, a córką brata Wanda Wertenstein. Werten ukończyła studia w Warszawskiej Szkole Sztuk Pięknych (WSSP), studiowała także w Paryżu. Zajmowała się malarstwem, rysunkiem, grafiką, jej prace wielokrotnie prezentowano na wystawach Towarzystwa Zachęty Sztuk Pięknych. Wystawiała także w Paryżu i w Stanach Zjednoczonych. W 1919 roku otrzymała list pochwalny za pracę zgłoszoną na konkurs malarski i graficzny im. Marii Klass-Kazanowskiej. Współpracowała z Fabryką Zabawek „Gnom” Bronisława Mańkowskiego, tworząc dla niej plakaty reklamowe i projekty zabawek. Ilustrowała także książki dla dzieci, które wydawano w Polsce i w Stanach Zjednoczonych oraz współdziałała z Warsztatami Krakowskimi.   
W latach 30. Werten sześciokrotnie podróżowała do Stanów Zjednoczonych, gdzie popularyzowała sztukę polską prowadząc odczyty i kursy, organizując wystawy i publikując w prasie. W latach 1932–1937 wykonała przeszło 200 wykładów i 27 kursów w 41 największych miastach amerykańskich. Piastowała stanowisko dyrektora w International School of Art (Międzynarodowa Szkoła Sztuki), której rolą była integracja międzykulturowa i popularyzacja sztuki ludowej. Organizacja miała swoje oddziały w Europie, Tunezji i Stanach Zjednoczonych. W Stanach Werten działała tak z ramienia szkoły, jak i na rzecz polskiego Ministerstwa Spraw Zagranicznych, od którego otrzymywała wsparcie finansowe działalności. Do prezentacji sztuki polskiej, które zorganizowała Werten, należy wystawa w Brooklyn Museum of Art (1933) przygotowana wraz z Ireną Piotrowską, czy wystawa drzeworytów ludowych zorganizowana z architektką wnętrz Marią Lilien-Czarnecką w Art Institute of Chicago (1943).   
W 1939 roku została w Stanach. W latach 40. przeniosła się Kalifornii, gdzie była nazywana „Madame Werten”. Dorywczo wykładała w Chouinard Art Institute w Los Angeles (dziś: California Institute of the Arts), gdzie uczyli się m.in. rysownicy Walt Disney Studios, nauczała także prywatnie w swoim Norwid Studio. Ostatnie lata życia spędziła w biedzie. Zmarła 4 grudnia 1949 roku w Los Angeles. 
Za życia została wyróżniona licznymi nagrodami i odznaczeniami, zaś w 1950 roku otrzymała pośmiertnie wyróżnienie od prezydenta RP na uchodźstwie Augusta Zaleskiego. Prawie 400 prac Werten znajduje się w Muzeum Polskim w Ameryce. Bogate rodzinne zbiory jej dzieł zaginęły podczas powstania warszawskiego, przetrwał jedynie jeden obraz. 